# Colom de ventre escatós
El colom de ventre escatós (Cryptophaps poecilorrhoa) és una espècie d'ocell de la família dels colúmbids (Columbidae) i única espècie del gènere Cryptophaps. Habita la selva humida de les muntanyes de Sulawesi.